# Brouvelieures
 Brouvelieures  es una población y comuna francesa, en la región de Lorena, departamento de Vosgos, en el distrito de Saint-Dié-des-Vosges. Es el chef-lieu y mayor población del cantón de Brouvelieures.

## Demografía
| 544 | 610 | 638 | 603 | 499 | 522 |
| Para los censos de 1962 a 1999 la población legal corresponde a la población sin duplicidades (Fuente: INSEE [Consultar]) |     |     |     |     |     |